# Le'Veon Bell
Le'Veon Andrew Bell (nascido em 18 de fevereiro de 1992) é um jogador aposentado de futebol americano que jogava como Running Back na National Football League (NFL). Ele jogou futebol americano universitário na Universidade Estadual de Michigan e foi selecionado pelo Pittsburgh Steelers na segunda rodada do Draft de 2013.

## Carreira no ensino médio
Bell estudou na Groveport Madison High School, em Groveport, Ohio, onde jogou futebol americano, basquete e atletismo. Ele jogou como running back no time de futebol americano, Groveport Cruisers. No segundo ano, Bell correu para 789 jardas e nove touchdowns. Em seu terceiro ano, Bell correu para 1.100 jardas e 13 touchdowns, e no último ano, ele correu para 1.333 jardas em 200 corridas com 21 touchdowns.
No basquete, Bell conquistou o segundo lugar na All-OCC Ohio Division em seu terceiro ano. Ele também participou de atletismo enquanto estava na Groveport, onde corria nas provas de 100 e 200 metros e era um dos melhores atletas do estado no salto em altura (melhor marca de 2,03 metros).
Considerado um recruta de duas estrelas pela ESPN.com, Bell foi listado como o running back de número 211 em 2010. Apesar de ter sido aluno de 3 anos no ensino médio, Bell tinha ofertas limitadas de bolsas de estudo de Bowling Green State, Marshall e Eastern Michigan. O diretor da escola de Bell, Donis Toler Jr., acreditava que ele estava sub-recrutado e procurou o treinador de Michigan State, Mark Dantonio. Embora Dantonio tivesse ouvido falar de Bell, eles nunca o haviam visto pessoalmente ou pensado em lhe oferecer uma bolsa de estudos. Com o fim da temporada, Dantonio mandou seu treinador para observar Bell em seu jogo de basquete no colegial. Ele finalmente recebeu uma oferta de bolsa de estudos de Michigan State depois que vários jogadores se meteram em encrencas e o estado de Michigan tinha bolsas de estudo abertas com a necessidade de running backs. Em 2010, ele se formou no colegial e começou a frequentar Michigan State na primavera.

## Carreira universitária
Bell se matriculou na Michigan State University, onde jogou pelo Michigan Spartans de 2010 a 2012.

### Primeira temporada
Como um calouro em 2010, ele jogou em 13 jogos, correndo para 605 jardas em 107 corridas com oito touchdowns terrestres. Ele também acrescentou 97 jardas em 11 recepções e devolveu seis kickoffs para 142 jardas. No total, ele teve 844 jardas combinados. Ele recebeu todas as honras de Big-Ten Freshman da ESPN.com e Rivals.com.

### Segunda temporada
No segundo ano, Bell liderou os Spartans correndo com 948 jardas em 182 corridas e 13 touchdowns. Contra Iowa, ele teve 161 jardas totais e um touchdown terrestres. Contra Minnesota, ele teve 165 jardas totais (96 terrestres, 38 recebidos e 31 jardas de retorno de kickoff) e dois touchdowns no jogo. Contra Geórgia no Outback Bowl de 2012, Bell correu para 48 jardas em 17 corridas com dois touchdowns e teve cinco recepções para 39 jardas na vitória do Michigan State por 33-30.

### Terceira temporada
Em 2012, contra Eastern Michigan, Bell correu para 253 jardas e ganhou o prêmio de Jogador Ofensivo da Semana da Big Ten. Ele terminou a temporada com 1.793 jardas e foi eleito para a Primeira-Equipe da All-Big Ten pelos treinadores, imprensa, ESPN.com e College Football News.
Após sua terceira temporada em 2012, Bell decidiu renunciar sua última temporada e entrar para o Draft de 2013.

### Estatísticas na universidade
| Ano   | Time           | Jogos | Correndo | Correndo | Correndo | Correndo | Correndo | Correndo | Recebendo | Recebendo | Recebendo | Recebendo | Recebendo | Recebendo | Retornos de Chutes | Retornos de Chutes | Retornos de Chutes | Retornos de Chutes | Retornos de Chutes |
| Ano   | Time           | Jogos | Ten      | Ganho    | Média    | TD       | Long     | Média/J  | Rec       | Jds       | Média     | TD        | Long      | Média/J   | No.                | Jds                | Média              | TD                 | Long               |
| ----- | -------------- | ----- | -------- | -------- | -------- | -------- | -------- | -------- | --------- | --------- | --------- | --------- | --------- | --------- | ------------------ | ------------------ | ------------------ | ------------------ | ------------------ |
| 2010  | Michigan State | 13    | 107      | 605      | 5.7      | 8        | 75       | 46.5     | 11        | 97        | 8.8       | 0         | 35        | 7.5       | 6                  | 142                | 23.7               | 0                  | 32                 |
| 2011  | Michigan State | 14    | 182      | 948      | 5.2      | 13       | 35       | 67.7     | 35        | 267       | 7.6       | 0         | 45        | 19.1      | 1                  | 31                 | 31.0               | 0                  | 31                 |
| 2012  | Michigan State | 13    | 382      | 1,793    | 4.7      | 12       | 40       | 137.9    | 32        | 167       | 5.2       | 1         | 20        | 12.8      | 4                  | 46                 | 11.5               | 0                  | 31                 |
| Total | Total          | 40    | 671      | 3,346    | 5.0      | 33       | 75       | 83.7     | 78        | 531       | 6.8       | 1         | 45        | 13.3      | 11                 | 219                | 19.9               | 0                  | 32                 |

## Carreira Profissional
Saindo da Universidade Estadual de Michigan, Bell foi projetado pela maioria dos analistas para ser uma escolha de segunda ou terceira rodada. Ele foi classificado como o quinto melhor running back pela NFLDraftScout.com e ficou com o melhor desempenho geral de Bucky Brooks, analista da NFL. Ele recebeu um convite para a NFL Combine e participou de todos os treinos e exercícios posicionais.
Bell estava satisfeito com sua performance combinada e apenas executou exercícios posicionais no Pro Day de Michigan. O único treinador que participou foi o técnico do Pittsburgh Steelers, Mike Tomlin. Olheiros consideraram Bell com pés rápidos e força na parte inferior do corpo e também deram a ele críticas positivas por sua habilidade de correr, por seus cortes fortes e boas rajadas através de buracos. As únicas avaliações negativas foram baseadas em sua visão limitada, bloqueios inconsistentes e sua altura que possivelmente afetariam sua velocidade e capacidade de se esquivar de tacklers.
| Prospecto                       | Prospecto | Prospecto            | Prospecto      | Prospecto            | Prospecto            | Prospecto            | Prospecto | Prospecto | Prospecto      | Prospecto | Prospecto     |
| Altura                          | Peso      | Comprimento do braço | Tamanho da mão | Corrida de 40 jardas | Corrida de 10 jardas | Corrida de 20 jardas | 20-ss     | 3-cone    | Salto Vertical | Amplo     | BP            |
| ------------------------------- | --------- | -------------------- | -------------- | -------------------- | -------------------- | -------------------- | --------- | --------- | -------------- | --------- | ------------- |
| 1.86 m                          | 104 kg    | 0.80 m               | 0.24 m         | 4.60 s               | 1.52 s               | 2.60 s               | 4.24 s    | 6.75 s    | 0.80 m         | 3.00 m    | 24 repetições |
| Todos os valores da NFL Combine |           |                      |                |                      |                      |                      |           |           |                |           |               |

O Pittsburgh Steelers selecionou Bell na segunda rodada (48º escolha geral) do Draft de 2013. Ele foi o segundo running back a ser selecionado naquele ano, atrás apenas de Giovani Bernard (37º escolha no geral pelo Cincinnati Bengals).
Em 3 de junho de 2013, o Pittsburgh Steelers assinaram com Bell um contrato de novato de quatro anos no valor de US $ 4,12 milhões que incluiu US $ 2,27 milhões garantidos e um bônus de assinatura de US $ 1,37 milhão.

### Temporada de 2013
Ele entrou no campo de treinamento competindo com o veterano Isaac Redman pela posição de running running dos Steelers. Em seu segundo jogo de pré-temporada contra o Washington Redskins, Bell sofreu uma entorse no pé. Sua lesão não exigiu cirurgia, mas obrigou-o a perder as primeiras três semanas da temporada regular.
Em 29 de setembro de 2013, Bell jogou em seu primeiro jogo profissional no Wembley Stadium e correu para 57 jardas em 16 corridas e dois touchdowns ao mesmo tempo em que conseguiu quatro recepções para 27 jardas contra o Minnesota Vikings. O primeiro touchdown de sua carreira aconteceu em uma corrida de oito jardas no primeiro quarto do jogo.
Pittsburgh optou por libertar Isaac Redman em 21 de outubro de 2013. Em 28 de novembro de 2013, Bell teve 16 corridas para 73 jardas e correu para um touchdown de 43 jardas ao mesmo tempo acumulando sete recepções para 63 jardas durante uma derrota de 22-20 para o Baltimore Ravens. Durante um confronto na semana 16 contra o Green Bay Packers, ele teve 26 corridas para 124 jardas e um touchdown terrestre. Em 29 de dezembro de 2013, em um jogo contra o rival da divisão, Cleveland Browns, Bell foi capaz de quebrar o recorde de novato de Franco Harris para jardas totais de scrimmage com um total de 1.259 jardas.
Ele terminou sua temporada de estreia com 244 corridas, 860 jardas e oito touchdowns terrestres. Ele também teve 45 recepções para 399 jardas e foi titular nos últimos 13 jogos da temporada.

### Temporada de 2014
Bell começou sua segunda temporada como titular na abertura da temporada contra o Cleveland Browns e terminou o jogo com 21 corridas, 109 jardas, um touchdown apressado e seis recepções para 88 jardas na vitória por 30-27. Em 21 de setembro de 2014, Bell e LeGarrette Blount correram para mais de 100 jardas cada um contra o Carolina Panthers. Ele terminou a vitória por 37-19 com 21 corridas para 147 jardas. Em 20 de outubro de 2014, Bell teve 8 capturas para 88 jardas e fez sua primeira recepção de touchdown na vitória por 30-23 sobre os Houston Texans. Ele se tornou o primeiro running back na história dos Steelers a ter sete jogos consecutivos com 100 jardas da scrimmage.
Bell teve seu melhor jogo da temporada, estatisticamente, contra o Tennessee Titans em 17 de novembro de 2014, quando ele teve 204 jardas em 33 corridas, bem como um touchdown terrestre.
Em 30 de novembro de 2014, Bell teve oito recepções para 159 jardas, além de ter 21 corridas para 95 jardas em uma derrota por 35-32 para o New Orleans Saints. No jogo seguinte, ele carregou a bola 26 vezes para 185 jardas e fez seis recepções para 50 jardas, ao mesmo tempo em que marcou três touchdowns em uma vitória por 42-21 sobre o Cincinnati Bengals.
Ele ganhou o prêmio de Jogador Ofensivo da Semana da AFC por seu esforço contra os Saints. Bell empatou com Walter Payton em mais jogos consecutivos com 200 ou mais jardas de scrimmage, com três depois de sua performance contra os Bengals. Em 29 de dezembro, Bell machucou o joelho contra o Cincinnati Bengals. Bell não jogou contra os Ravens na rodada de Wild Card dos playoffs de 2014, então o Steelers contratou o veterano e ex-corredor do Cleveland Browns, Ben Tate.
Bell começou na temporada de 2014, passando de novato para All-Pro, terminando em segundo em jardas, jardas de scrimmage e jardas totais, perdendo para o running back dos Cowboys, DeMarco Murray. Ele liderou todos os running backs em jardas recebidas e jardas por recepção. Ele terminou a temporada com média de 4,7 jardas por corrida.
Bell terminou sua primeira temporada regular completa com 290 corridas, 1.361 jardas, 8 touchdowns terrestres, 83 recepções, 854 jardas de recepção e 3 touchdowns. Ele foi nomeado para o Pro Bowl e foi classificado em 16º por seus companheiros jogadores no NFL Top 100 Players of 2015.

### Temporada de 2015
Depois de ser preso com o então companheiro de equipe LeGarrette Blount e acusações de porte de maconha em agosto de 2014, Bell foi suspenso pela NFL pelos quatro primeiros jogos da temporada regular de 2015. Em 9 de abril de 2015, foi relatado que a suspensão foi reduzida para três jogos. Em 28 de julho de 2015, a suspensão de Bell foi reduzida de três jogos para dois após um apelo bem-sucedido.
Bell fez sua estreia na temporada contra o St. Louis Rams em 27 de setembro de 2015. Ele terminou o jogo com 19 corridas para 62 jardas e marcou seu primeiro touchdown terrestre da temporada, ao mesmo tempo em que contabilizou sete recepções para 70 jardas. Na semana seguinte, ele teve 22 corridas para 129 jardas e um touchdown em uma derrota por 23-20 para o Baltimore Ravens. Em 12 de outubro de 2015, Bell teve 21 corridas para 111 jardas e marcou o touchdown vitorioso na última etapa, ajudando os Steelers a derrotar o San Diego Chargers por 24-20. Durante a partida da semana 6 contra o Arizona Cardinals, Bell teve 24 corridas e terminou o jogo com 88 jardas.
Em 1 de novembro de 2015 contra o Cincinnati Bengals, Bell sofreu uma lesão no ligamento colateral medial e não pode mais jogar na temporada. Ele terminou sua temporada com um total de 113 corridas para 556 jardas e três touchdowns e 24 recepções para 136 jardas em seis partidas.
Em 6 de novembro de 2015, foi relatado pelo analista da NFL Network, Jason La Canfora, que Bell havia passado por uma cirurgia para reparar os danos. Apesar da lesão, ele ficou em 41º lugar por seus colegas jogadores no NFL Top 100 Players of 2016.

### Temporada de 2016
Em 19 de agosto de 2016, Bell foi oficialmente suspenso pelos três primeiros jogos da temporada regular de 2016 por violar a política de abuso de substâncias da NFL. Ele afirmou em um pedido de desculpas no Twitter, que a suspensão foi devido a um teste de drogas aleatória perdida em dezembro. A suspensão original foi de quatro jogos, mas foi reduzida para três em recurso e como parte de um acordo entre a liga e a Associação dos Jogadores da NFL.
Ele jogou em seu primeiro jogo da temporada em 2 de outubro de 2016 e teve 18 corridas, 144 jardas, 5 recepções e 34 jardas em uma vitória por 43-14 sobre o Kansas City Chiefs. Em uma partida da semana 7 contra o New England Patriots, Bell teve 10 passes para 68 jardas e 21 corridas para 81 jardas em uma derrota por 27-16. Em 13 de novembro de 2016, Bell carregou a bola 17 vezes para 57 jardas e marcou seu primeiro touchdown da temporada durante uma derrota por 30-35 para o Dallas Cowboys. Ele também foi responsável por nove recepções para 77 jardas e pegou seu primeiro touchdown da temporada durante o jogo. No jogo seguinte, ele teve 28 corridas para 146 jardas e um touchdown durante uma vitória por 24-9 sobre os Browns.
Em 11 de dezembro de 2016, contra o Buffalo Bills, Bell quebrou o recorde do Pittsburgh Steelers para jardas em um jogo com 236 jardas em 38 corridas enquanto marcou três touchdowns. Ele foi nomeado o Jogador Ofensivo da Semana da AFC por sua performance na semana 14
Bell foi nomeado para seu segundo Pro Bowl em 20 de dezembro de 2016. Bell terminou a temporada regular de 2016 com 261 corridas para 1.268 jardas e sete touchdowns, além de 75 recepções para 616 jardas e dois touchdowns em 12 jogos. Ele também teve quatro fumbles mas perdeu apenas um. Apesar de perder 4 dos 16 jogos, ele terminou em 3º na NFL (e 95º de todos os tempos) com 1.884 jardas de scrimmage.
Em 8 de janeiro de 2017, Bell começou em seu primeiro jogo de playoff da carreira e terminou com 29 corridas para 167 jardas e dois touchdowns na vitória por 30-12 sobre o Miami Dolphins no AFC Wild Card. Após o jogo, foi relatado que o Pittsburgh Steelers usará a franchise tag no contrato de Bell enquanto tentava chegar a um acordo sobre um contrato de longo prazo. Na semana seguinte, ele quebrou seu próprio recorde com 170 jardas em 30 corridas em uma vitória por 18–16 sobre o Kansas City Chiefs na Rodada Divisional.
Como o primeiro jogador da NFL a ter mais de 150 jardas em seus dois primeiros jogos de playoff, ele estabeleceu um recorde para mais jardas nos dois primeiros jogos dos playoffs, tornando-se um dos quatro jogadores a ter mais de 150 jardas nos playoffs e um dos três jogadores com dois jogos de playoff com mais de 160 jardas.
Contra o New England Patriots, ele sofreu uma lesão na virilha e teve que sair no segundo quarto. Ele foi classificado em 9º lugar por seus colegas jogadores no NFL Top 100 Players of 2016.

### Temporada de 2017
Em 27 de fevereiro de 2017, os Steelers colocaram a opção franchise tag no contrato de Bell. Em 24 de setembro de 2017, Bell teve seis recepções para 37 jardas, 15 corridas para 61 jardas e marcou seu primeiro touchdown da temporada em uma corrida de uma jarda quando os Steelers foram derrotados pelo Chicago Bears por 23-17. Na semana seguinte, ele teve 35 corridas para 144 jardas e dois touchdowns durante a vitória do Pittsburgh Steelers por 26-9 sobre o Baltimore Ravens. Na semana 6, Bell correu para 179 jardas em uma vitória por 19-13 sobre os Chiefs, ganhando o Jogador Ofensivo da Semana da AFC.
Na semana 12, contra Green Bay, ele foi ainda mais produtivo, com 95 jardas correndo e 88 recebendo em 12 recepções. Durante o Monday Night Football contra os Bengals na semana 13, Bell forneceu um total de 182 jardas ofensivas, com 106 jardas de recepção, 76 jardas terrestres e um touchdown, os Steelers venceram por 23–20. Em 19 de dezembro de 2017, Bell foi nomeado para seu terceiro Pro Bowl. Além disso, ele foi nomeado como First Team All-Pro pela segunda vez em sua carreira. No geral, ele terminou a temporada de 2017 com 321 corridas para 1.291 jardas e nove touchdowns terrestres para acompanhar 85 recepções para 655 jardas e dois touchdowns.
Em 11 de janeiro de 2018, Bell disse que se os Steelers o dessem de novo a franchise tag novamente, ele definitivamente consideraria ficar de fora do ano ou se aposentar da NFL. Bell em 2016 supostamente recusou um contrato de dois anos no valor de US $ 30 milhões. Bell disse que não estava preocupado em ganhar o máximo de dinheiro possível, mas queria ser pago em relação ao seu valor para a equipe, dizendo: "Eu só quero ser valorizado onde estou".
Em 13 de janeiro de 2018, Bell enviou um tweet antes de jogar na AFC Divisional contra o Jacksonville Jaguars dizendo "Eu adoro os rounds 2... teremos dois rounds 2 em semanas consecutivas...", referindo-se à sua revanche contra os Jaguares, junto com uma possível revanche contra os Patriots. Os Steelers acabaram perdendo para os Jaguars por 45-42, no qual Bell carregou a bola 16 vezes e reuniu 67 jardas e um touchdown. Bell também pegou 9 passes para 88 jardas e um touchdown.

### Temporada de 2018
Em 6 de março de 2018, os Steelers colocaram a franchise tag no contrato de Bell pelo segundo ano consecutivo, no valor de US $ 14,5 milhões. Bell recusou-se a assinar e não participou de nenhuma atividade da equipe desde que as negociações do contrato pararam em 16 de julho. Bell perdeu todos os jogos da temporada regular.

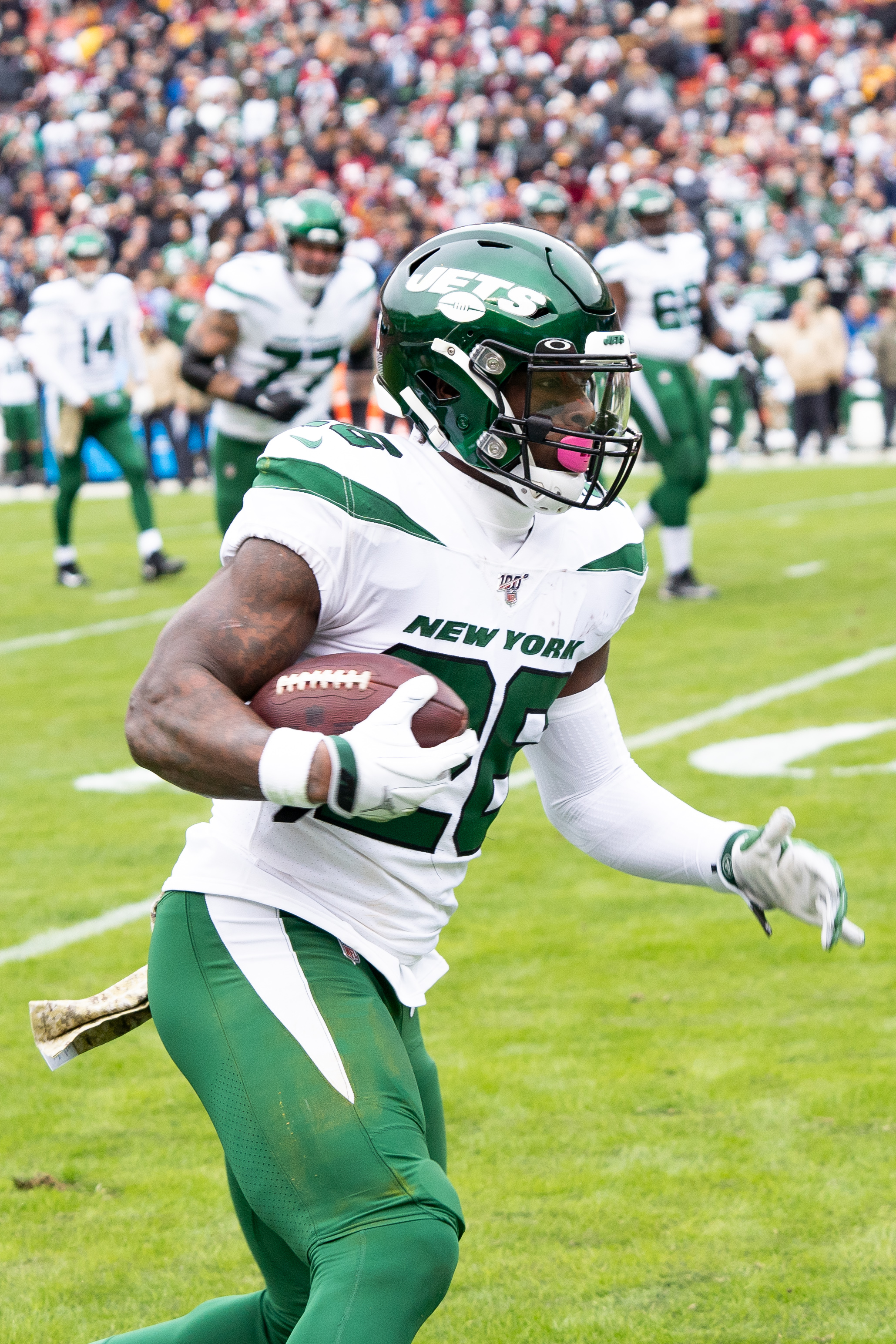
Bell em 2019.

### Temporada de 2019
Em 23 de março de 2019, Bell assinou com o New York Jets um contrato de quatro anos, valendo US$ 52,5 milhões de dólares, com US$ 35 milhões garantidos, fazendo dele o segundo running back mais bem pago da NFL. No final, na temporada de 2019, Bell conseguiu apenas 789 jardas terrestres e três touchdowns em quinze jogos, algumas das piores marcas da carreira.

### Temporada de 2020
Bell começou o ano 2020 como titular nos Jets, porém ele se machucou logo na primeira semana e foi colocado na reserva de machucados. Ele voltou ao time em outubro após um mês fora. Após sua primeira partida com os Jets, Bell deu like num tweet que sugeria que o time deveria troca-lo. O treinador dos Jets, Adam Gase, disse que ficou chateado que coisas come essa estavam sendo discutidas via rede social e não entre quatro paredes. Bell acabou sendo dispensado pelos Jets em 13 de outubro quando New York não encontrou um time para troca-lo.
Em 27 de outubro de 2020, Le'Veon Bell assinou um contrato de um ano com o Kansas City Chiefs. Na semana 11, contra o Las Vegas Raiders no Sunday Night Football, Bell correu para apenas 25 jardas, mas anotou um touchdown. No final, ele terminou 2020 com 82 carregadas para 328 jardas e dois touchdowns. Quando seu contrato expirou, os Chiefs optaram por não renovar com ele.

### Temporada de 2021
Em 7 de setembro de 2021, Bell assinou com o Baltimore Ravens para tuar no practice squad (o time de treinamento). Ele foi ativado no time principal na semana 4 contra o Denver Broncos e na semana 6 contra o Los Angeles Chargers, onde marcou um touchdown. Em 19 de outubro, ele foi promovido ao time oficial. Em novembro, contudo, ele foi dispensado do time.

## Estatísticas da carreira

### Temporada Regular
| Ano      | Time     | Jogos     | Correndo  | Correndo  | Correndo  | Correndo  | Correndo  | Recebendo | Recebendo | Recebendo | Recebendo | Recebendo | Fumbles   | Fumbles   |           |
| Ano      | Time     | Jogos     | Ten       | Jds       | Média     | Lng       | TD        | Rec       | Jds       | Média     | Lng       | TD        | Fum       | Perdidos  |           |
| -------- | -------- | --------- | --------- | --------- | --------- | --------- | --------- | --------- | --------- | --------- | --------- | --------- | --------- | --------- | --------- |
| 2013     | PIT      | 13        | 244       | 860       | 3,5       | 43        | 8         | 45        | 399       | 8,9       | 43        | 0         | 1         | 1         |           |
| 2014     | PIT      | 16        | 290       | 1 361     | 4,7       | 81        | 8         | 83        | 854       | 10,3      | 48        | 3         | 0         | 0         |           |
| 2015     | PIT      | 6         | 113       | 556       | 4,9       | 42        | 3         | 24        | 136       | 5,7       | 20        | 0         | 0         | 0         |           |
| 2016     | PIT      | 12        | 261       | 1 268     | 4,9       | 44        | 7         | 75        | 616       | 8,2       | 32        | 2         | 4         | 1         |           |
| 2017     | PIT      | 15        | 321       | 1 291     | 4,0       | 27        | 9         | 85        | 655       | 7,7       | 42        | 2         | 3         | 2         |           |
| 2018     | PIT      | Não jogou | Não jogou | Não jogou | Não jogou | Não jogou | Não jogou | Não jogou | Não jogou | Não jogou | Não jogou | Não jogou | Não jogou | Não jogou | Não jogou |
| 2019     | NYJ      | 15        | 245       | 789       | 3,2       | 19        | 3         | 66        | 461       | 7,0       | 23        | 1         | 1         | 1         |           |
| 2020     | NYJ      | 2         | 19        | 74        | 3,9       | 13        | 0         | 3         | 39        | 13,0      | 30        | 0         | 0         | 0         |           |
| 2020     | KC       | 9         | 63        | 254       | 4,0       | 16        | 2         | 13        | 99        | 7,6       | 18        | 0         | 1         | 0         |           |
| 2021     | BAL      | 2         | 12        | 29        | 2,4       | 7         | 1         | 0         | 0         | 0,0       | 0         | 0         | 0         | 0         |           |
| Carreira | Carreira | 90        | 1 568     | 6 482     | 4,1       | 81        | 41        | 394       | 3 259     | 8,3       | 48        | 8         | 10        | 5         |           |

### Pós-Temporada
| Ano   | Times | Jogos | Correndo | Correndo | Correndo | Correndo | Correndo | Recebendo | Recebendo | Recebendo | Recebendo | Recebendo | Fumbles | Fumbles  |
| Ano   | Times | Jogos | Ten      | Jds      | Média    | Lng      | TD       | Rec       | Jds       | Média     | Lng       | TD        | Fum     | Perdidos |
| ----- | ----- | ----- | -------- | -------- | -------- | -------- | -------- | --------- | --------- | --------- | --------- | --------- | ------- | -------- |
| 2016  | PIT   | 3     | 65       | 357      | 5,5      | 38       | 2        | 4         | 3         | 0,8       | 4         | 0         | 0       | 0        |
| 2017  | PIT   | 1     | 16       | 67       | 4,2      | 21       | 1        | 9         | 88        | 9,8       | 22        | 1         | 0       | 0        |
| Total | Total | 4     | 81       | 424      | 5,2      | 38       | 3        | 13        | 91        | 7,0       | 22        | 1         | 0       | 0        |

### Recordes
- Mais jardas por jogo: 86.3
- Mais recepções por um running back: 307
- Mais jardas de recepção por um running back: 2.632
- Mais recepções por um running back em uma temporada: 85 (2017)
- Mais jardas de recepção por um running back em uma temporada: 854 (2014)
- Mais jardas de scrimmage em uma temporada: 2.215 (2014)
- Mais jardas de scrimmage em uma temporada por um novato: 1.259 (2013)
- Mais jardas de corrida em um jogo: 236 (2016)
- Mais jardas em um jogo de playoff: 170 (2016)

## Vida pessoal
Sua mãe e seu avô foram fãs de Pittsburgh Steelers ao longo da vida. Ao longo de sua infância, sua mãe criou Bell e seus irmãos sozinha e lutou financeiramente. Bell tem duas irmãs mais velhas e dois irmãos mais novos, os quais também jogam futebol americano. Ele cita seu diretor de escola, Donis Toler Jr., e sua mãe como os dois responsáveis por ajudá-lo a alcançar seu sucesso. Toler era uma figura paterna na vida de Bell e ajudou-o a ser notado pela Universidade Estadual de Michigan.
Ele tem inúmeras tatuagens, incluindo duas escrituras. Ele tem Jeremiah 1: 5 em seu braço esquerdo com uma foto de sua mãe abraçando-o e João 3:16 em seu braço esquerdo, junto com "para que todo aquele que nele crê não pereça, mas tenha a vida eterna".
Em 20 de agosto de 2014, Bell estava dirigindo com seu então companheiro de equipe, LeGarrette Blount, e uma mulher não identificada, quando ele foi parado pela polícia. O policial revistou o carro depois que ele alegou notar o cheiro de maconha. A busca resultou em 20 gramas de maconha e os três foram presos por porte de maconha. Bell foi condenado a 15 meses de liberdade condicional, suspensão de 60 dias da carteira de motorista, aulas de educação DUI e US $ 2.400 em custas judiciais.
Bell é ativo em trabalhos beneficentes e captação de recursos. Ele trabalha com a PETA e posou para uma das propagandas da organização.

## Carreira musical
Bell, passando pelo nome artístico de "Juice", iniciou sua carreira musical com um álbum de 16 músicas lançado via SoundCloud em 27 de março de 2017. Em 27 de maio de 2018, Bell lançou um single intitulado "Target" respondendo aos críticos em relação a sua disputa contratual com os Steelers, entre outras coisas. Ele seguiu "Target" com um projeto de quatro músicas intitulado "My Side of Things", dizendo seu lado da história em relação ao seu segundo contrato consecutivo com os Steelers.